# Juan José Carrera

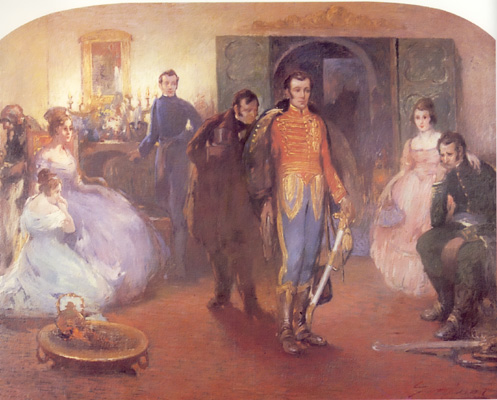
La familia Carrera, según Arturo Gordon. Juan José está representado sentado a extrema derecha del cuadro, con expresión apesadumbrada.

Juan José Pedro de la Carrera y Verdugo (Santiago, Capitanía General de Chile; 26 de junio de 1782-Mendoza, Provincias Unidas del Río de la Plata; 8 de abril de 1818) fue un militar y patriota chileno, que participó activamente en la primera fase de la Guerra de Independencia de Chile, etapa conocida como Patria Vieja. Secundando a su hermano José Miguel, y junto a su hermano menor Luis y otros oficiales republicanos, formó uno de los principales bandos dentro de los partidarios de la Independencia: el grupo carrerino. Murió fusilado en Mendoza junto a su hermano Luis, a manos de las autoridades de la ciudad.

## Primeros años
Hijo de Ignacio de la Carrera y de Paula Verdugo y Valdivieso. Integrante de una familia de grandes hacendados y oficiales de milicias, cursó sus primeros estudios en el Convictorio Carolino de Santiago de Chile, para posteriormente seguir la carrera militar.
En septiembre de 1812, completamente enemistado con su hermano, Juan José puso al cuerpo de Granaderos en abierta insubordinación frente al gobierno. Después de algunas tensas semanas, la fricción entre ambos se suavizó, hasta que lograron reconciliarse. Pero la distancia persistió durante años.

## Vida pública
En marzo de 1813, durante una ausencia de José Miguel, fue nombrado vocal de la Junta de Superior Gubernativa.
En 1813, con el grado de brigadier, participó en algunas de las primeras acciones militares de la Independencia; como el Sitio de Chillán y el Combate de San Carlos.
En el otoño de 1814 permaneció desterrado en Mendoza, por orden del Director Supremo Francisco de la Lastra. Durante dicho exilio se ganó la antipatía del gobernador local, José de San Martín.
De regreso a Chile participó en un nuevo golpe, el 23 de julio, que derrocó a De la Lastra y reinstaló brevemente a José Miguel en el mando supremo. 
A fines de septiembre del mismo año de 1814 asumió el mando de la Segunda División del ejército patriota, que se aprontó a cerrar en el Río Cachapoal el paso a las fuerzas del realista Mariano Osorio, que se dirigían a tomar la capital. Frente a esta situación desesperada, y en la víspera de asumir tan incierta comisión, se casó con Ana María Cotapos.
Tras los primeros encuentros con las tropas de Mariano Osorio, ingresó con su división en Rancagua, siendo seguido en este movimiento por la Primera División, al mando de Bernardo O'Higgins. Ambas unidades fueron cercadas en aquella villa por fuerzas numéricamente superiores, con lo que inició el Desastre de Rancagua. Durante esta acción Juan José Carrera -pese a tener mayor rango- abandonó el mando de las tropas a O'Higgins. Ambos terminaron por evacuar la plaza cuando la derrota era evidente, recurriendo a una desesperada carga de caballería. 
Tras este revés total, se unió a la masiva migración de patriotas fugitivos que cruzaron la Cordillera con rumbo a Mendoza. Una vez ahí fue encarcelado junto a sus hermanos por orden de José de San Martín, quien después los desterró a la aislada ciudad de San Luis. Una vez recuperada la libertad, se estableció en Buenos Aires junto a sus hermanos.

## Muerte
Posteriormente, Juan José y su hermano Luis se envolvieron — de acuerdo a Benjamín Vicuña MacKenna, a instigación de su hermana Javiera — en la llamada conspiración de 1817. El plan era volver a Chile con el propósito de apresar a O'Higgins y San Martín, forzándolos a abdicar y darles el poder. Contaban para esto con el apoyo de sus partidarios en Chile, sector que creían era considerable y que estaba a su espera. 
Esos planes estaban avanzados en junio de 1817, los conspirados incluso se habían repartido los puestos del futuro gobierno: Manuel Rodríguez sería "dictador en lo político". El general Brayer (quien había llegado con José Miguel y ahora daba servicio en el Ejército de Los Andes) estaría a cargo del ejército. José Miguel sería enviado de nuevo a Estados Unidos a organizar una nueva flota. Luis Carrera, a la cabeza de una de las columnas armadas de sus partidarios que se organizarían en Santiago, capturaría a O'Higgins, mientras Juan José, al mando de la otra, se reservaba la captura y juicio militar de San Martín. A principio de ese mes los conjurados empezaron a viajar, por separado y en grupos pequeños a Santiago. A fines del mismo, los siguió Luis Carrera, disfrazado de mozo de un oficial de apellido Cárdenas. Y, finalmente, el 8 de agosto, Juan José, como amigo y compañero de viaje de un impresor.
Vicuña Mackenna llama al plan, entre otras cosas, una “funesta y loca trama”, producto de ”el sueño de una mujer” (es decir, Javiera) agregando que cuando José Miguel se enteró, habría dicho: “Mis hermanos se pierden. No son hombres para estas empresas. No tienen ni discreción, ni recursos, ni es ésta tampoco la época”.
Apropiado o no, el plan comenzó a desbaratarse rápidamente, aún antes que todos los implicados pudieran cruzar la Cordillera. Por algún motivo, Luis Carrera asaltó un postillón para robarle las cartas y fue apresado en Mendoza. Su compañero de viaje confesó de inmediato, lo que llevó al arresto de Juan José en la posta de Barranquita, Provincia de Cuyo, el 20 de agosto de 1817. Ambos hermanos fueron trasladados a la cárcel en Mendoza.

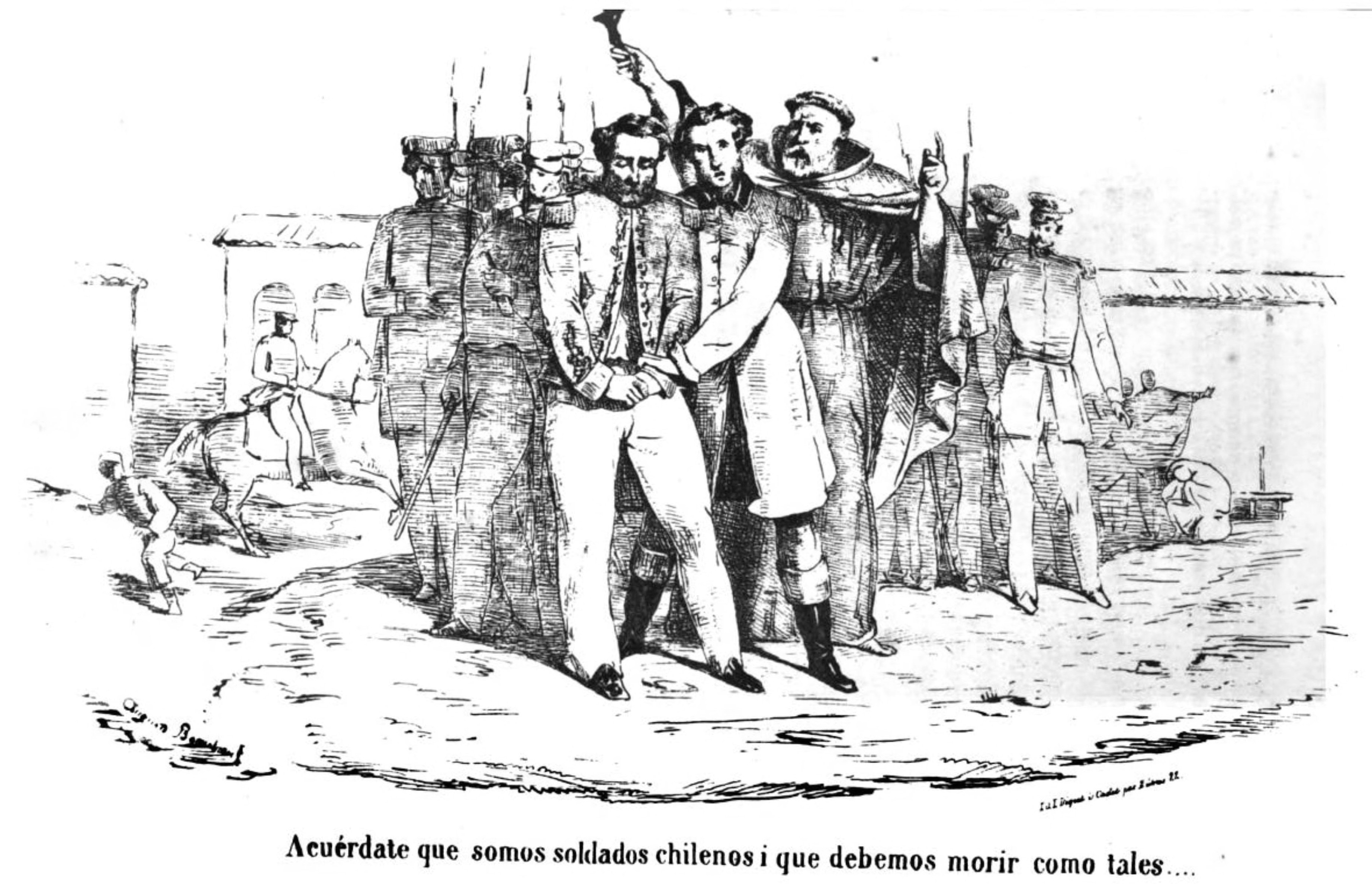
Últimos momentos de los hermanos Carrera antes de su fusilamiento.

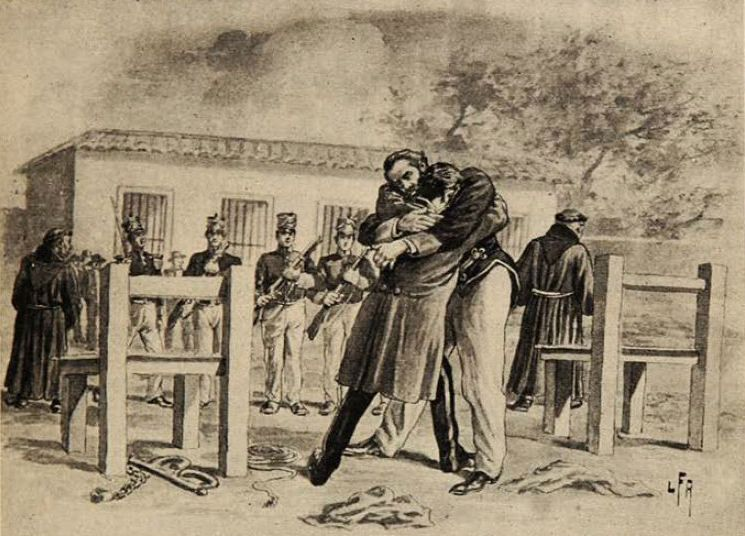
Los hermanos Luis y Juan José Carrera y su último abrazo antes de ser fusilados.

El resto de los conjurados fueron capturados en Chile, alrededor del 8 de febrero de 1818. Junto a ellos fueron arrestados numerosos carrerinos (incluyendo a Manuel Rodríguez). Los conspirados eran sólo doce, pero es posible que Rodríguez hubiera estado al tanto. Sin embargo, este juró que no sólo no sabía nada, sino que nunca estaría envuelto en tales maniobras.
A pesar de que los Carrera estaban detenidos en Mendoza y dado que los cargos eran de subversión contra el gobierno de Chile, los documentos relevantes fueron enviados a Santiago para la atención de O'Higgins y San Martín. En la práctica, eso significó que el juicio se alargaba indefinidamente: los dos generales tenían otras preocupaciones más urgentes. Al mismo tiempo, y de acuerdo a Benjamín Vicuña Mackenna, la falta de seriedad de la tentativa se hacía evidente. La mayoría de los acusados - incluidos Manuel Rodríguez - fueron puestos en libertad. Esto hacía prever un desenlace relativamente benigno para los hermanos.
Desgraciadamente para ellos, en Mendoza fueron adicionalmente acusados de querer escapar con la ayuda de prisioneros realistas, a quienes intentaron armar y organizar para derrocar las autoridades provinciales e invadir Chile (cargos que Luis Carrera reconoció implícitamente). A mayor desgracia, el descubrimiento de la tentativa coincidió con la noticia de la derrota patriota después de la Sorpresa de Cancha Rayada (1818). Se temía una invasión realista ya sea desde Chile o desde el sur de Argentina. Como consecuencia de todo esto fueron encontrados -en lo que a lo mejor puede ser llamado un juicio sumario- culpables de los delitos de "lesa patria" y "actos contra la plaza" y condenados a muerte por el gobernador de Mendoza, Toribio de Luzuriaga
En Montevideo, José Miguel recibe la noticia de la ejecución que tuvo lugar el 8 de abril de 1818, tres días después de la Batalla de Maipú, que selló el triunfo patriota en Chile y poco más de un mes después de la publicación de su Manifiesto a los Pueblos. Su reacción deja poca duda que, a pesar de sus aseveraciones acerca de estar convencido de que se buscaba el exterminio de ellos, él no esperaba este desenlace.
Acerca de la inocencia o no de Manuel Rodríguez del cargo de conspiración, hay un elemento adicional al que los historiadores han dado poca importancia. Los "Húsares de la Muerte" - al mando de Rodríguez - no participaron en la Batalla de Maipú porque, de acuerdo al entonces capitán de ese regimiento, Ramón Allende, el cuerpo de oficiales, de capitán para arriba, decidió que "se trataría de conservar a todo trance el regimiento, con la casi seguridad de que próximamente debían llegar a Chile don Juan José y don Luis Carrera, presos en Mendoza, pero cuya libertad era inminente. En todo caso se contaba con don José Miguel, libre en Montevideo. En suma, el regimiento debía ser la base de una revolución contra aquel orden de cosas, que para ellos no era más que una persecución permanente, la cual tomaría mayores proporciones una vez pasada la presente situación." Sin embargo, esta versión contradice los enormes documentos y hojas de servicio, según el cual, el regimiento Húsares de la Muerte, combatió a las tropas realistas del mercenario chileno Ángel Calvo, tomando 600 prisioneros, según consta en el Archivo Militar del Ejército de Chile.
A los pocos días que Manuel Rodríguez supo de la noticia de la muerte de los hermanos Carrera, tomó ventaja de un Cabildo Abierto (17 de abril) y organizó una tentativa de revuelta, entrando a caballo al Palacio de Gobierno chileno a la cabeza de una turba que demandaba el fin de la "intromisión argentina" y la abdicación del "Huacho Riquelme" (apodo despectivo con el cual los carrerinos llamaban a O'Higgins debido a que su padre nunca le reconoció), a consecuencia de lo cual fue tomado prisionero y se le siguió un juicio que, se dice, no llevó a conocer datos concretos. Cabe considerar que la ausencia del regimiento del combate puede ser considerada deserción en tiempos de guerra, cargo que puede tener consecuencias serias. Lo mismo se puede decir de un oficial que demande la disolución de su ejército y trate de derrocar su gobierno. Al poco tiempo el regimiento fue disuelto y Manuel Rodríguez fue apresado y, según muchos historiadores, asesinado en Til Til, el 26 de mayo de 1818.

## Su imagen en la tradición y el folclore

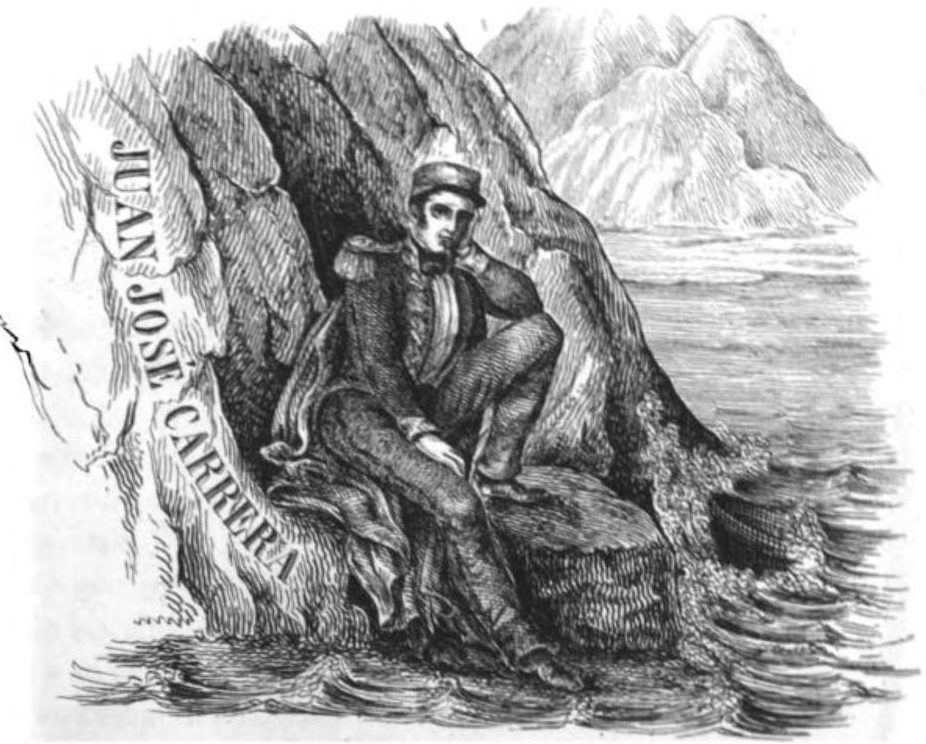
Imagen de Juan José Carrera en el libro "El ostracismo de los Carreras" (1857).

Los historiadores comúnmente destacan a Juan José, entre sus hermanos, como el poseedor del carácter más tumultuoso y cambiante. Otro rasgo recogido por la tradición es la enorme contextura y fuerza física que habría tenido. Por ejemplo, el investigador Oreste Plath recogía aun en el siglo XX historias orales acerca de cómo Carrera era capaz de detener un coche en marcha amarrándolo por las ruedas, o de que podía rescatar un caballo caído a un pozo jalándolo de las orejas.
La siguiente es la aplastante descripción que el historiador Diego Barros Arana da acerca de Juan José Carrera: 

"Por su carácter era resistente y rebelde a toda subordinación. Brusco de genio, dotado de fuerzas hercúleas, pero falto de valor en el peligro, su ausencia se hacía notar siempre en el combate..."

También se conserva la imagen de Juan José Carrera como un hombre enamorado, sentimental y sufriente. Sobre todo a partir de la correspondencia mantenida con su esposa, Ana María Cotapos, mientras se encontraba prisionero. Dichas cartas son piezas documentales de gran contenido emocional, que van desde el patetismo a la expresión dulce y tierna.
| Predecesor: José Miguel Carrera Verdugo | Presidente de la Junta Nacional de Gobierno de Chile 30 de marzo - 30 de abril de 1813 | Sucesor: Francisco Antonio Pérez |